# Jiří Datel Novotný
Jiří Datel Novotný (8. dubna 1944 Tábor – 30. srpna 2017 Praha) byl český herec, publicista, scenárista a režisér dokumentárních filmů. Významnou část své profesní kariéry strávil po boku Jiřího Suchého v divadle Semafor.
V roce 1962 maturoval na Střední hotelové škole v Mariánských lázních, o sedm let později nastoupil do divadla Semafor, kde působil do roku 1997. Nejprve vykonával funkci tajemníka, později se objevoval i na jevišti. V průběhu svého angažmá dálkově vystudoval dokumentaristiku na FAMU. Příležitost účinkovat v televizních filmech a seriálech dostal v 80. letech. Autorsky se podílel na tvorbě dokumentů GEN – Galerie elity národa a Cestománie pro produkční společnost Febio.
Manželkou byla grafička Johanka Víznerová (* 1944), švagrová Oldřicha Víznera. Těsně před úmrtím Novotného se ovšem rozvedli.

## Filmografie

### Námět, scénář a režie
- Jak se žije s HIV a AIDS podle Jiřího Datla Novotného (1997) (TV) (krátký)

### Režie
- Jiří Šlitr (1986) (krátký)
- Semafor Jiřího Suchého (1990) (krátký)

### Herec
- Lucie, postrach ulice (1980) – pouliční prodejce
- Evžen mezi námi (1980) – role neurčena
- Návštěvníci (1983) (TV seriál) – Dr. Jacques Michell / Michael Noll
- Babičky dobíjejte přesně! (1983) – TV zvukař, druhý informátor
- Zánik samoty Berhof (1983) – štábní písař
- ...a zase ta Lucie! (1984) – prodavač
- Do zubů a do srdíčka (1985) – Eduard
- Muž, který neměl důvěru (1991) (TV)
- Magda, její ztráty a nálezy (1996) – René
- Když bylo PERPLEXU 16 milimetrů (1998) – sebe
- Tři příležitosti k smíchu (2000) – šéf v Jonáš a Melicharová uvádějí?
- Případy detektivní kanceláře Ostrozrak (2000) (TV seriál) – režisér Prodöhl
- Kvaska (2007) – Autor
- První republika (2014)

## Knihy
- Bartoň Lidice Beneš, fotografie Antonín Malý a Jiří Datel Novotný, Praha : Jiří Datel Novotný, 2009, ISBN 978-80-7110-212-0
- Ďábel z Vinohrad : vzpomínka na Jiřího Šlitra, Praha : Regia, 2002, ISBN 80-86367-27-4
- Závidím : vzpomínka na Jiřího Grossmana, Praha : Regia, 2001, ISBN 80-86367-09-6